# Episodi de Il dottor Kildare (prima stagione)
La prima stagione della serie televisiva Il dottor Kildare è stata trasmessa in anteprima negli Stati Uniti d'America dalla NBC tra il 28 settembre 1961 e il 24 maggio 1962.
| nº | Titolo originale          | Titolo italiano | Prima TV USA      | Prima TV Italia |
| -- | ------------------------- | --------------- | ----------------- | --------------- |
| 1  | Twenty-Four Hours         |                 | 28 settembre 1961 |                 |
| 2  | Immunity                  |                 | 5 ottobre 1961    |                 |
| 3  | A Shining Image           |                 | 12 ottobre 1961   |                 |
| 4  | Winter Harvest            |                 | 19 ottobre 1961   |                 |
| 5  | A Million Dollar Property |                 | 26 ottobre 1961   |                 |
| 6  | Admitting Service         |                 | 2 novembre 1961   |                 |
| 7  | The Lonely Ones           |                 | 9 novembre 1961   |                 |
| 8  | Holiday Weekend           |                 | 16 novembre 1961  |                 |
| 9  | The Patient               |                 | 23 novembre 1961  |                 |
| 10 | For the Living            |                 | 30 novembre 1961  |                 |
| 11 | Second Chance             |                 | 7 dicembre 1961   |                 |
| 12 | Hit and Run               |                 | 14 dicembre 1961  |                 |
| 13 | Season to Be Jolly        |                 | 21 dicembre 1961  |                 |
| 14 | Johnny Temple             |                 | 28 dicembre 1961  |                 |
| 15 | My Brother, the Doctor    |                 | 4 gennaio 1962    |                 |
| 16 | The Administrator         |                 | 11 gennaio 1962   |                 |
| 17 | Oh, My Daughter           |                 | 25 gennaio 1962   |                 |
| 18 | The Search                |                 | 1º febbraio 1962  |                 |
| 19 | The Glory Hunter          |                 | 8 febbraio 1962   |                 |
| 20 | The Dragon                |                 | 15 febbraio 1962  |                 |
| 21 | The Stepping Stone        |                 | 22 febbraio 1962  |                 |
| 22 | The Bronc-Buster          |                 | 1º marzo 1962     |                 |
| 23 | The Witch Doctor          |                 | 8 marzo 1962      |                 |
| 24 | The Roaring Boy-O         |                 | 15 marzo 1962     |                 |
| 25 | Solomon's Choice          |                 | 29 marzo 1962     |                 |
| 26 | A Very Present Help       |                 | 5 aprile 1962     |                 |
| 27 | One for the Road          |                 | 12 aprile 1962    |                 |
| 28 | The Horn of Plenty        |                 | 19 aprile 1962    |                 |
| 29 | The Chemistry of Anger    |                 | 26 aprile 1962    |                 |
| 30 | Something of Importance   |                 | 3 maggio 1962     |                 |
| 31 | A Distant Thunder         |                 | 10 maggio 1962    |                 |
| 32 | The Road to the Heart     |                 | 17 maggio 1962    |                 |
| 33 | Operation: Lazarus        |                 | 24 maggio 1962    |                 |